# Sous-produit
Ne doit pas être confondu avec Coproduit.
Un sous-produit est un résidu qui apparaît par exemple lors d'une opération chimique, ou durant la fabrication ou la distribution d'un produit fini.

## Types
Le sous-produit est le résultat d'un processus de production qui n'est pas le produit final visé, mais dont la valorisation ultérieure est certaine. Cette valorisation est partielle, spécifique ou locale. Elle reste de faible valeur ajoutée, soumise aux aléas économiques et, pour optimiser son coût, elle ne permet souvent l'intervention que d'un unique opérateur intermédiaire.
Le sous-produit est donc un intermédiaire entre le déchet, dont l'élimination est nécessaire et coûteuse, et le coproduit, dont la valorisation économique est totale et qui dispose d’un marché et d'une grille de prix.
|                                       | Déchet | Sous-produit                             | Coproduit           |
| ------------------------------------- | ------ | ---------------------------------------- | ------------------- |
| Intéret économique pour le producteur | Coût   | Gain marginal                            | Gain nécessaire     |
| Valorisation                          | Aucune | Certaine Partielle, spécifique ou locale | Systématique Totale |
| Valeur intrinsèque                    | Aucune | Dépend du contexte                       | Fixée par le marché |

Le sous-produit peut être non intentionnel, imprévisible ou accidentel. Il a une valeur faible et, dans le meilleur des cas, il ne contribue que très secondairement aux bénéfices. Il existe surtout parce que le processus qui le génère lui trouve une utilité, alors que sinon, ce serait un déchet dont l'élimination serait coûteuse.
Sous-produits de l'équarrissage des animaux : os, phanères, plumes…
Coproduit de la cokéfaction du charbon : gaz de houille.

## Législation européenne
La législation de l'Union européenne considère qu’une substance ou un objet issu d’un processus de production dont le but n’est pas de produire ladite substance peut être considéré comme un sous-produit plutôt qu'un déchet lorsque sont réunies diverses conditions :
- utilisation certaine du sous-produit ;
- utilisation sans traitement supplémentaire ;
- partie intégrante du processus de production ;
- utilisation ultérieure légale.